# Magaz de Pisuerga
Magaz de Pisuerga är en kommun i Spanien.   Den ligger i provinsen Provincia de Palencia och regionen Kastilien och Leon, i den nordvästra delen av landet, 180 km norr om huvudstaden Madrid. Antalet invånare är 1 097. Arean är 27,0 kvadratkilometer.
Terrängen i Magaz de Pisuerga är lite kuperad.